# オリヴァー・リード
オリヴァー・リード（Robert Oliver Reed, 1938年2月13日 - 1999年5月2日）は、イギリスの俳優。
大酒飲みで知られ、酔ってトラブルを起こすことも多く、それがなければ相当の役者になっていたかもしれないとイギリスの大手紙ガーディアンはリードの死に際してコメントしている。
彼は日本のテレビ・アニメ『パタリロ！』の主人公であるパタリロ・ド・マリネール8世のビジュアル的なモデルとも言われている。

## 略歴
イギリス・ロンドン南西部のウィンブルドンで生まれる。父方の伯父に映画監督のキャロル・リード、父方の祖父に演劇マネージャーのハーバート・ビアボーム・トゥリーという、2人のサーの称号を持つ人物を持つ。父ピーターと母マーシャが離婚した少年時代は手に負えない暴れん坊で、4歳で入学させられた寄宿学校を含めて最終的に14の学校を転々とすることになる。セイント・ジョージ・カレッジ時代はクロスカントリーの代表選手、プロボクサーなどをしていた。卒業後はストリップクラブの用心棒や、軍隊に入りマレーシア駐屯も経験している。
1958年、伯父キャロルのすすめで俳優に転進する。野性的で無愛想な風貌と雰囲気が買われて、怪奇ホラー映画で有名なハマー・フィルムの低予算作品に次々と起用される。1961年主演の『吸血狼男』が好評で、一躍注目を浴びる。
以後、ホラー映画のカルトスターとしてキャリアを全うするかと思われたが、激動の1960年代の荒波が英国演劇界の異端児である彼を一躍メインストリームに押し上げる。マイケル・ウィナー監督と組んだ1968年の戦争映画『脱走山脈』がヒットし、奇才ケン・ラッセル監督にも起用され、1969年『恋する女たち』、1971年『肉体の悪魔』、1975年『トミー』といった話題作に出演した。リチャード・レスター監督の1973年『三銃士』、1974年『四銃士』で演じたアトス役は当たり役となり、同監督の『ローヤル・フラッシュ』（1975年）では実在のプロシアの宰相であるビスマルク役でゲスト的に出演した。1970年代にはそのパワフルかつ野生的な魅力で全盛期を迎え、スペインで撮影されたマカロニ・ウエスタン風の西部劇『さらば荒野』（1971年）やセルジオ・ソリーマ監督のイタリア映画『非情の標的』（1973年）、ピーター・コリンスン監督のイスラエル映画『暗殺者を撃て』（1976年）などにも主演し、国際的なスターとして名声を得るに至った。
しかし1980年代以降は、ジョン・トラヴォルタとオリヴィア・ニュートン＝ジョンが主演した『セカンド・チャンス』（1983年）といった米国のメジャー作品でも存在を示したが、逆に異様な個性が仇となり、『バトル・ウォーズ』（1987年）などの南アフリカ共和国産の娯楽作品群や各国の低予算のアクション映画やホラー映画への出演に戻ってしまう。共演陣もキャメロン・ミッチェルやロバート・ヴォーン、ハーバート・ロムなどのハリウッドでも実績のあるセコハン俳優が目立った。
1999年、リドリー・スコット監督の『グラディエーター』という久々の大作出演が決定し、デーヴィッド・ヘミングスやリチャード・ハリスといった過去の人となりつつある名優も共演していた。しかし同年5月2日、あと3週間分の撮影を残したまま、心不全で急死した。ロケ先のマルタ島の港町バレッタの酒場でラム酒3本を空にし、水夫相手の腕相撲で5人を打ち負かしたあげくの心臓発作という、映画の中で自身が演じた役柄のような死に様だったという。

## 主な出演作品
- 上と下 Upstairs and Downstairs （1959年）
- 紳士同盟 The League of Gentlemen （1960年）
- ジキル博士の二つの顔 The Two Faces of Dr. Jekyll （1960年）
- 狂っちゃいねえぜ Beat Girl （1960年）
- シャーウッドの剣 Sword of Sherwood Forest （1960年）
- 吸血狼男 The Curse of the Werewolf （1961年）
- 血の河 The Pirates of Blood River （1962年）
- 幽霊島 Captain Clegg / Night Creatures （1962年）
- 呪われた者たち The Damned （1963年）
- 野獣の抱擁 The Trap （1966年）
- ジョーカー野郎 The Jokers （1967年）
- 太陽の爪あと The Shuttered Room （1967年）
- 明日に賭ける I'll Never Forget What's'isname （1967年）
- オリバー! Oliver! （1968年）
- 世界殺人公社 The Assassination Bureau （1969年）
- 脱走山脈 Hannibal Brooks （1969年）
- 恋する女たち Women in Love （1969年）
- 殺意の週末 The Lady in the Car with Glasses and a Gun （1970年）
- さらば荒野 The Hunting Party （1971年）
- 肉体の悪魔 The Devils （1971年）
- 赤ちゃんよ永遠に Z.P.G. (Zero Population Growth) （1972年）
- 電撃脱走 地獄のターゲット Sitting Target （1972年）
- ダーティウィークエンド Dirty Weekend / Mordi e fuggi （1973年）
- 非情の標的 Revolver （1973年）
- 三銃士 The Three Musketeers （1973年）
- そして誰もいなくなった And Then There Were None （1974年）
- 四銃士 The Four Musketeers （1974年）
- トミー Tommy （1975年）
- ローヤル・フラッシュ Royal Flash （1975年）
- 家 Burnt Offerings （1976年）
- 暗殺者を撃て The Sellout （1976年）
- グレート・サム/サギ師と令嬢 The Great Scout and Cathouse Thursday （1976年）
- ランサム The Ransom （1977年）
- 王子と乞食 The Prince and the Pauper / Crossed Swords （1977年）
- 明日なき銃弾 Tomoorow Never Comes （1978年）
- 大いなる眠り The Big Sleep （1978年）
- ザ・ブルード/怒りのメタファー The Brood （1979年）
- オリバー・リード/ノー・シークレット A Touch of the Sun / No Secrets （1979年）
- Dr.ヘキルとMr.ハイプ Dr. Heckyl and Mr. Hype （1980年）
- 砂漠のライオン Lion of the Desert （1980年）
- コンドルマン Condorman （1981年）
- 恐るべき訪問者 Venom （1981年）
- スティング2 The Sting II （1983年）
- 若草のふくらみ ファニー・ヒル Fanny Hill （1983年）
- スパズムス/蛇霊の恐怖 Spasms （1983年）
- セカンド・チャンス Two of a Kind （1983年）
- Clash of Loyalties（1983年 英・イラク合作）
- コロンブス/大いなる生涯 Christopher Columbus （1985年） ※テレビミニシリーズ
- 漂流者/2人だけの島 Castaway （1986年）
- 第27囚人戦車隊 The Misfit Brigade / Wheels Of Terror （1987年）
- タイムスリップTOゴア Gor （1987年）
- ドラゴナード/カリブの反乱 Master of Dragonard Hill / Dragonard （1987年）
- バトル・ウォーズ Rage to Kill （1987年）
- 壮絶!人質奪還/戦闘プロフェッショナル Skeleton Coast （1988年）
- バロン The Adventures of Baron Munchausen （1988年）
- 悪魔の帝国/シンジケート・ブレイク Captive Rage / Fair Trade （1988年）
- アッシャー家の崩壊 The House of Usher （1989年）
- 新・三銃士/華麗なる勇者の冒険 The Return of the Musketeers （1989年）
- デビルズ・パイレーツ Treasure Island / Devil's Treasure （1990年）
- 地獄の女囚コマンド Hired to Kill （1990年）
- リベンジャー The Revenger （1990年）
- ペンデュラム/悪魔のふりこ The Pit and the Pendulum （1991年）
- 逆転無罪 Prisoners of Honor （1991年）
- ミュータント・ハンド Severed Ties （1992年）
- ファニー・ボーン/骨まで笑って Funny Bones （1995年）
- グラディエーター Gladiator （2000年）